# (2391) Томита
(2391) Томита (лат. Tomita) — астероид главного пояса, который был открыт 9 января 1957 года немецким астрономом Карлом Рейнмутом в обсерватории Хайдельберг в Германии и назван в честь японского астронома Коитиро Томиты. 

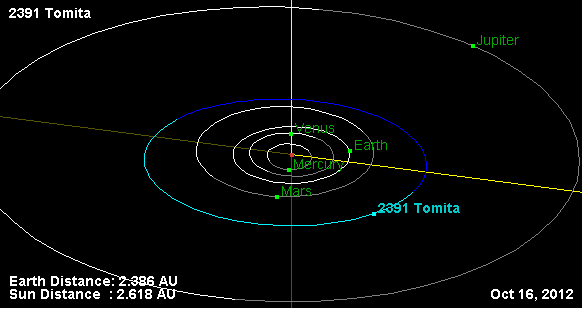
Орбита астероида Томита и его положение в Солнечной системе